# Ном (Північна Дакота)
Ном (англ. Nome) — місто (англ. city) в США, в окрузі Барнс штату Північна Дакота. Населення — 51 особа (2020).

## Географія
Ном розташований за координатами 46°40′32″ пн. ш. 97°48′59″ зх. д. / 46.67556° пн. ш. 97.81639° зх. д. (46.675668, -97.816467).  За даними Бюро перепису населення США в 2010 році місто мало площу 1,07 км², уся площа — суходіл.

## Демографія
Згідно з переписом 2010 року, у місті мешкали 62 особи в 25 домогосподарствах у складі 19 родин. Густота населення становила 58 осіб/км².  Було 35 помешкань (33/км²).
Расовий склад населення:
| - 100,0 % — білих |

До двох чи більше рас належало 0,0 %. Частка іспаномовних становила 0,0 % від усіх жителів.
За віковим діапазоном населення розподілялося таким чином: 25,8 % — особи молодші 18 років, 50,0 % — особи у віці 18—64 років, 24,2 % — особи у віці 65 років та старші. Медіана віку мешканця становила 47,5 року. На 100 осіб жіночої статі у місті припадало 121,4 чоловіків;  на 100 жінок у віці від 18 років та старших — 100,0 чоловіків також старших 18 років.
Середній дохід на одне домашнє господарство  становив 95 316 доларів США (медіана — 105 208), а середній дохід на одну сім'ю — 98 272 долари (медіана — 105 417). 
Цивільне працевлаштоване населення становило 32 особи. Основні галузі зайнятості: виробництво — 53,1 %, роздрібна торгівля — 9,4 %, публічна адміністрація — 9,4 %.